# 埃及航空990號班機空難
埃及航空990號班機（MS990/MSR990）是埃及航空的定期航班，來往開羅和洛杉磯，中途停紐約。在1999年10月31日，美國東岸時間凌晨1:50分，航班墜落在马萨诸塞州南塔克特島以南60哩的大西洋海上，導致機上217人全部死亡。

## 失事班機情況
執行MS990班機的是一架註冊編號為SU-GAP的波音767-366ER客機，以埃及第十八王朝的一位法老图特摩斯三世命名。該機為波音公司製造的第282架767，於1989年9月26日交付埃及航空，使用普惠PW4060引擎。
990號班機座艙機組人員包括57歲的機長艾哈邁德·哈巴希，36歲的副機師阿德爾·安瓦爾，52歲的後備機長拉烏夫·努爾丁，59歲的後備副機長賈邁勒·巴圖提，以及埃及航空767的首席機長哈特姆·魯什迪。哈巴希機長在埃及航空工作逾35年，累計飛行約14,400小時，其中駕駛波音767的時間累計達到6,300小時以上。後備副機長巴圖提駕駛波音767的時數亦接近5,200小時，總飛行時間約12,500小時。由於飛行時間為10小時，該班機需要兩組機組人員，每組包括1名機長和1名副機長。埃及航空將一組機師稱為“活動機組”，另一組為“巡航機組”或“後備機組”。一般地，活動機組執行起飛至其後4至5小時的任務，巡航機組隨後接班，直至降落前1至2小時，這時活動機組會重新操縱飛機。埃及航空將活動機組的正機師稱為總機長。
當時巡航機組計劃在飛行數小時後接班，但後備副機長於起飛後20分鐘進入駕駛艙，要求接班。總機長最初對此表示抗議，但後來接受了這一請求。

## 經過
這班波音767-366ER客機（註冊編號：SU-GAP）在甘迺迪國際機場起飛往開羅後30分鐘，從雷達上消失，並與控制塔失去聯絡。飛機由原定的飛行高度急降至16,000呎，再爬升至24,000呎，最後就一直急降至墜落在大西洋海上，整個過程只有36秒。
航機載有14名機組人員（4名飛行員，當中2名是後備機長和機師，加上10名服務員），和203名乘客（來自7個國家，包括美國、加拿大、埃及、德國、蘇丹、敘利亞和津巴布韋），其中一名是埃及軍方的高層人士。有54名美國乘客為一個旅行團的成員，準備赴埃及旅行14天。203名乘客中，32人在洛杉磯登機，其餘在紐約登機。有4名乘客是當時不執行任務的埃及航空機組人員。
| 國籍   | 乘客 | 機組 | 合計 |
| ------ | ---- | ---- | ---- |
| 美国   | 100  | 0    | 100  |
| 埃及   | 75   | 14   | 89   |
| 加拿大 | 21   | 0    | 21   |
| 叙利亚 | 3    | 0    | 3    |
| 苏丹   | 2    | 0    | 2    |
| 德国   | 1    | 0    | 1    |
| 辛巴威 | 1    | 0    | 1    |
| 總計   | 203  | 14   | 217  |

飛行紀錄顯示飛機移動升降舵來令飛機維持急降，機長和機師的控制紀錄顯示，他們的操作完全符合升降舵的移動來試圖挽救飛機。這個區域當時沒有其他飛機，也沒有證據顯示飛機曾發生爆炸。飛機的引擎全程操作正常，直至他們把它關掉且左邊引擎因壓力過大而脫落為止。

## 調查
美國國家運輸安全委員會（NTSB）認為備勤機師賈邁勒·巴圖提，在正機長離開駕駛室時控制飛機。他關掉了自動導航系統，並降低引擎動力，有意把飛機墜落在大西洋海上。他不停念著"Tawakalt ala Allah"（"I put my trust in God"，我把信念都交託給真主），還有作出和正機師挽救客機完全相反的操作。
這個結果引來埃及政府的不滿，後備機長親屬也表示無法認同，他們認為是飛機的機件問題而導致意外。在西方國家，埃及社群對這份報告十分不滿，他們認為埃及人不喜歡自殺。但埃及政府的理據經過美國方面的論證，全部都和事實不符。例如，埃及方面指升降舵失去控制，但美國方面指當時升降舵是處於「分裂的狀態」。在這種情況下，一邊是升而另一邊是降，這種情況在767上只有飛行人員的操作才會做到。
而這宗空難，則認為和阿爾蓋達沒有關係。因為這次不同於911事件，機長是正常地離開駕駛艙，也沒有對乘客有額外的警愓。而這次事件也沒有證據證明有非駕駛員走入駕駛室來令飛機失事。不過，NTSB蒐集到關於後備機長的一些私生活等相關資料，查訪一些同事晤談得到關於後備機長的信息，及後備機長念讀句子的行為，則都被視為是後備機長控制飛機自殺的證據。
埃及方面提出767尾舵故障的問題事後有被FAA正視，並檢查當時營運的767機隊，但美方提出機師自殺的問題卻沒能防範，間接導致了日後如德國之翼航空9525號班機空難的發生。

## 事後
埃及航空已取消洛杉磯至紐約的航段，只保持紐約到開羅的航段，航班改為MS986，並改用波音777執行此航段。

## 類似事故
- 日本航空350號班機空難 - 罹患精神疾病的機長試圖自殺
- LAM莫桑比克航空470號班機空難 - 機長為自殺蓄意使飛機墜毀
- 摩洛哥皇家航空630號班機空難（英语：Royal Air Maroc Flight 630） - 機長為自殺蓄意使飛機墜毀
- 勝安航空185號班機空難 - 疑似機長蓄意使飛機墜毀[6]
- 德国之翼航空9525号班机空难 - 罹患憂鬱症的副機長蓄意使飛機墜毀

## 外部連結
- Airliners.net （页面存档备份，存于）  事故機照片
- CNN - 埃及駐美大使的聲明
- NTSB調查結果 （页面存档备份，存于）
- 埃航990作者專訪 （页面存档备份，存于）
- PlaneCrashInfo.Com的報告 （页面存档备份，存于）
- CNN - 埃航的報告
- AirDisaster.Com的報告
- Aviation Safety Network的報告 （页面存档备份，存于）
- 埃及總統和美國總統、以色列總統、巴勒斯坦總理和約旦國王的對話